# 다양 누르파이자흐

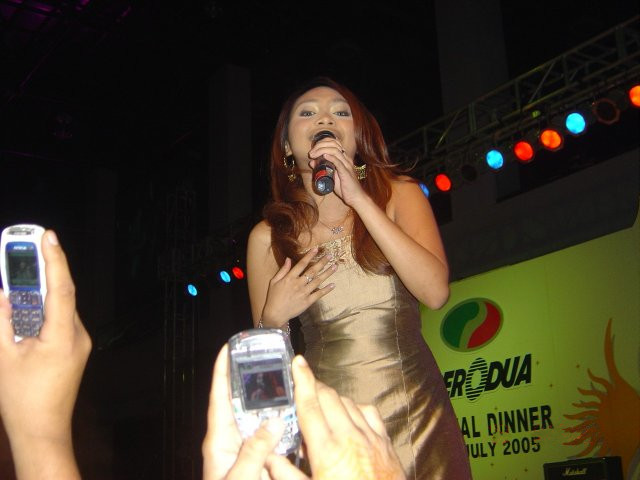

다양 누르파이자흐(말레이어: Dayang Nurfaizah)는 말레이시아의 가수이다. 1999년 5월 팝과 알앤비를 시도한 앨범 <Dayang Nurfaizah>으로 데뷔했으며, 주요 싱글인 <Hakikat Cinta>로 이름을 알렸다.
데뷔 5주년 때 자신의 성과를 바탕으로 디엔앤에이디엔터테인먼트라는 기획사를 설립했으며, 동년 10월 31일 이 기획사를 통한 첫 앨범 <Dayang Sayang Kamu>를 발매했다. 이 앨범은 말레이시아는 물론 이웃 나라들에서조차 극찬을 받았다.
2006년 8TV(말레이시아 현지 방송국)가 개최한 노래 대회 One in a Million에 등장했으며, 다른 3명과 함께 결승전에 진출했으나 9월 15일 대회가 법률적으로 50%의 텍스트 메시지 투표제로 바뀌는 바람에 탈락하고 말았다.